# El horror de Red Hook
El horror de Red Hook (en inglés: The Horror at Red Hook) es un cuento escrito por H. P. Lovecraft en 1925 y publicado en la revista Weird Tales en 1927.

## Sinopsis

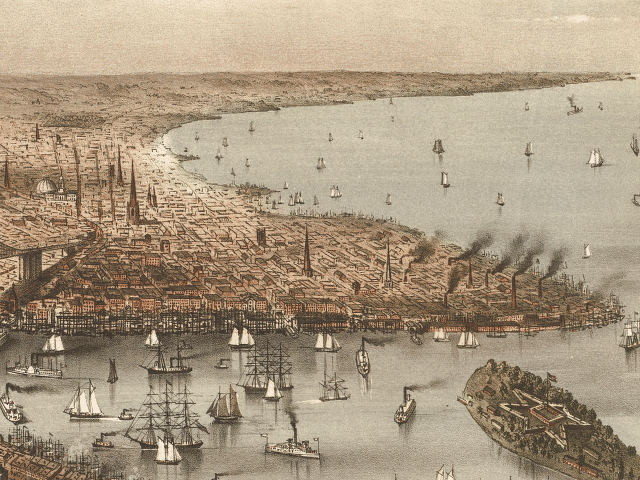
Red Hook, circa 1875.

El texto se inicia con una cita de Arthur Machen que sugiere la idea del horror cercano a la vida cotidiana y la reversibilidad de la evolución humana. Se ubica temporalmente en la llamada Etapa Onírica de Lovecraft, influenciada principalmente por  Lord Dunsany.
El relato, como es frecuente en otras obras de Lovecraft, comienza con una descripción del personaje y su entorno. El detective de la policía de Nueva York Thomas F. Malone pasea por las calles de un pequeño pueblo en Rhode Island. Es un hombre alto, de buen aspecto, que aparenta disfrutar de una perfecta salud física. Disfruta de un prolongado descanso cumpliendo indicaciones médicas, ya que ha sufrido una gran crisis psicológica y emocional luego de un caso dramático que involucró el derrumbe de varios edificios de ladrillo en el distrito de Red Hook, en Brooklyn. Al llegar a la zona céntrica del poblado, sufre una fuerte impresión que le provoca un ataque de pánico.
La descripción de Red Hook, sus habitantes y sus costumbres particulares, pone en evidencia el racismo y la xenofobia que caracterizan a Lovecraft.
Este es el escenario para el caso asignado a Malone por acuerdo de las fuerzas federales y locales. El detective comienza la investigación a partir de denuncias sobre una ola de secuestros de niños de familias de bajos recursos. La investigación apunta a Robert Suydam, un personaje solitario y oscuro de origen europeo que poco después contrae matrimonio con la señorita Cornelia Gerritsen de Bayside. Poco después, durante su viaje de bodas ambos son asesinados misteriosamente. Un grupo de hombres extraños abordan el barco y se llevan los restos del Sr. Suydam. La investigación avanza hacia espacios y conocimientos crecientemente horrorosos.

## Personajes
- Thomas Malone: Detective de 42 años de Nueva York nacido en una villa georgina próxima a Phoenix Park y formado en la Universidad de Dublín. Tiene una visión aguda para las cosas preternaturales y ocultas.
- Robert Suydam: Hombre solitario y culto perteneciente a una antigua familia holandesa. Descrito como un tipo raro, corpulento y viejo, de cabello blanco y desgreñado, barba enmarañada, traje negro y bastón con puño de oro.

## Ubicaciones
Las referencias geográficas del relato corresponden a lugares reales:
- Pascoag y Chepatchet, pueblos casi rurales en Rhode Island, donde se inicia el relato.
- Governors Island y Ellis Island, en la bahía de Nueva York.

Lovecraft vivió en Brooklyn durante algunos meses; escribió El Horror de Red Hook en un par de días durante esa estadía. La arquitectura del lugar, los edificios de altura y la heterogeneidad de estilos, resultaron una influencia decisiva y están expuestos a lo largo de todo el relato.